# Robowar
Robowar (tytuł oryg. Robowar − Robot da guerra) – film fabularny z 1988 roku, kiczowata produkcja włoskiego reżysera niszowego Brunona Mattei. Film inspirowany jest Predatorem (1987) Johna McTiernana, według niektórych opinii jest nawet jego remakiem. Projekt powstał niskim budżetem na Filipinach.

## Obsada
- Reb Brown − major Murphy Black
- Mel Davidson − Mascher
- Catherine Hickland − Virgin
- Max Laurel − Quang
- John P. Dulaney − Arthur „Papa Doc” Bray
- Jim Gaines − Sonny Peel